# Приимков-Ростовский, Даниил Борисович
Князь Даниил Борисович Приимков-Ростовский (ум. 1607) — русский военный и государственный деятель, сын боярский, голова, дворянин московский, воевода, наместник и боярин во времена правления Ивана IV Васильевича Грозного, Фёдора Ивановича, Бориса Годунова и Смутное время.
Из княжеского рода Приимковы-Ростовские. Младший сын князя Бориса Андреевича Приимкова-Ростовского. Брат — воевода князь Никита Борисович Приимков-Ростовский и сестра Федора Борисовна постриглась в монашки.

## Биография

### Служба Ивану Грозному
В октябре 1551 года записан восемьдесят третьим во вторую статью московских детей боярских. В 1558 году первый голова войск левой руки в походе из Пскова на Лифляндию. В марте 1559 года четвёртый голова у государевых полчан при боярине и князе Глинском в Передовом полку на берегу Оки для бережения от прихода крымцев, после князь Д. Б. Приимков-Ростовский, будучи полковым головой в полке правой руки, участвовал в походе русской рати на Ливонский орден. В январе 1560 года второй голова при боярине и князе Шуйском в войсках правой руки в походе к Алысту и иным порубежным городам, а по взятии города отправлен под Вильян четвёртым головою. В 1561 году — первый воевода в Алысте, а после полковой голова в полку левой руки в новом походе на Ливонию и Великое княжество литовское. В 1565 году находился на воеводстве в Великих Луках. В 1566 году князь Даниил Борисович Приимков-Ростовский подписался в поручной записи вместе с боярами и дворянами, которые поручились о не выезде князя Михаила Ивановича Воротынского из Русского царства. В случае отъезда князя М. И. Воротынского в Литву Д. Б. Приимков-Ростовский должен был заплатить в царскую казну 150 рублей. В 1567 году — наместник и воевода в Опочке. В августе 1574 года — первый воевода в Ракоборе. В 1576-1577 годах воевода в Серпухове, потом показан в дворянах и есаулах в походе на Лифляндию, а после под Колыванью первый воевода «у снаряда» (артиллерии). В 1578 году вторично находился на воеводстве в Ракоборе, потом после взятия Кеси назначен там первым воеводой, откуда послан воеводой под Серпухов для охранения от прихода крымцев и велено ему в случае татарского нашествия собирать воевод.

### Служба Фёдору Ивановичу
В 1585 году выкуплен из польского плена, а когда туда попал и при каких обстоятельствах — неизвестно. В 1588 году местничал с князем Тимофеем Ивановичем Долгоруковым. В 1589 году объезчик в Москве в Китай городе. В 1590 году голова «у огней» и спал в государевом стане в походе под Ругодив. В 1591 году встречал первым на второй встрече при представлении Государю немецких послов. В 1592 году первый воевода в Стародубе. В 1594 году князь Даниил Борисович Приимков-Ростовский присутствовал на «другой встрече», при приёме царём Фёдором Иоанновичем цесарского посольства. В 1597 году был при приёме царём Фёдором Иоанновичем имперского посла, затем был временным воеводой в полку правой руки «на берегу» до прихода назначенного первым воеводой боярина князя Василия Ивановича Шуйского. В этом же году местничал с князем М. И. Турениным: «... им сказано на Москве, что им быть на той государевой службе без мест. И то он дуркует …., а не возьмёт списков, и ему от государя быть в опале» «государь велел послать князя Даниила с приставом в Алексин, потому что бил челом не по делу». В июне этого же года первый воевода в Алексине и велено ему переписать дворян и воевод.

### Служба Борису Годунову
В августе 1598 года князь Даниил Борисович Приимков-Ростовский подписал соборную грамоту об избрании на русский царский престол Бориса Фёдоровича Годунова. В этом же году первый воевода у знамени в походе по «крымским вестям». В 1600 году второй объезжий голова в Москве в Китай городе, в августе встречал при представлении Государю персидского посла. Тоже самое в 1601 году — второй объезжий голова в Москве, в старом Кремле и встречал английского посла перед приёмом у царя и в 1602 году при той же должности встречал датского посла. В 1601-1602 годах — воевода в Серпухове. В 1603 году объезчик «у огней» на большой половине Китай города и встречал на второй встрече датских послов, в этом же году направлен в Коломну для пресечения деятельности разбойников. В 1604 году присутствовал при приёме кызылбашского посла в Грановитой палате, был в другой большой встрече в сенях. В этом же году встречал немецкого и персидского послов.

### Служба в Смутное время
В 1606 году князь Д. Б. Приимков-Ростовский пожалован в бояре, в мае присутствовал на свадьбе Лжедмитрия с Мариной Юрьевной Мнишек, где сидел одиннадцатым против боярынь в большом столе под дружками. В том же году упоминается в поименной росписи духовных и светских чинов, составлявших при Лжедмитрии государственный совет — в списке бояр первого класса тридцать четвёртый в Большом совете.
У князя Д. Б. Приимкова-Ростовского был местнический спор с Лыковым.
Умер в 1607 году.

## Семья
Женат трижды:
1. № — приняла монашество под именем Феогнии и умерла в 1573 году,
2. Прасковья — приняла постриг под именем Ираиды и скончалась 12 июня 1582 года. Погребена в Троице-Сергиевом монастыре, где над её могилой было установлено надгробие с надписью: «Князя Данила Борисовича Ростовского княгиня Парасковья, в иночестве Ираина, представилась 7090 (1582) году июня в 12 день»[2].
3. Ксения — умерла в 1597 году.

Дети:
- Князь Приимков-Ростовский Александр Данилович Кутюк (ум. 1636) — дворянин московский и воевода;
- Князь Приимков-Ростовский Юрий Данилович Мачихин (ум. 1607) — воевода, убит бунтующими казаками.
- Князь Приимков-Ростовский Андрей Данилович (ум. после 1617) — в 1617 году воевода в Вятке.